# Veleia
Veleia (en llatí Veleia) va ser una ciutat de Ligúria a la frontera de la Gàl·lia Cisalpina a uns 35 km al sud de Placentia (Piacenza) als turons que formen les primeres vessants dels Apenins. Era habitada pels veleiats, una tribu lígur de la que en parla Plini el Vell. En un altre lloc, Plini parla d'un oppidum Veleatium,i diu que era notable per la longevitat d'alguns dels seus habitants. Avui la ciutat es diu Montepolo.
Les excavacions han descobert una ciutat que tenia amfiteatre, basílica i alguns temples. També s'han descobert objectes de bronze, ornamentals i d'ús domèstic, així com estàtues diverses. Arran d'això, Veleia és referida com la "Pompeia del Nord". Va ser municipi romà segons les inscripcions. Trajà hi va destinar diners pel manteniment d'un centre d'acolliment de nens i nenes pobres. La ciutat va desaparèixer per una catàstrofe natural probablement durant el regnat de Probe, una gran esllavissada d'una muntanya veïna.